# Joe Medwick
Joseph Michael Medwick (ur. 24 listopada 1911, zm. 21 marca 1975) – amerykański bejsbolista, który występował na pozycji lewozapolowego przez 17 sezonów w Major League Baseball.
Medwick zawodową karierę rozpoczął w klubie farmerskim St. Louis Cardinals Scottdale Scotties z Middle Atlantic League po ukończeniu szkoły średniej w 1930 roku. Przez kolejne dwa lata był zawodnikiem Houston Buffaloes, w którym rozegrał 300 spotkań. W MLB zadebiutował 2 września 1932 w meczu przeciwko Chicago Cubs, w którym zaliczył RBI i zdobył runa. W 1934 po raz pierwszy wystąpił w Meczu Gwiazd, a także zagrał we wszystkich meczach World Series, w których Cardinals pokonali Detroit Tigers 4–3; mistrzowskiej drużynie St. Louis Cardinals nadano przydomek Gas House Gang.
W sezonie 1937 zdobył Potrójną Koronę (BA 0,374, HR 31, RBI 154), zaliczył najwięcej uderzeń (237), miał najlepszy wskaźnik slugging percentage (0,641), zaliczył najwięcej double'ów (54, w sezonach 1936 i 1938 również zwyciężał w tej klasyfikacji) i został wybrany najbardziej wartościowym zawodnikiem. Grał jeszcze w Brooklyn Dodgers, New York Giants, Boston Braves i ponownie w St. Louis Cardinals, w którym zakończył zawodniczą karierę.
W późniejszym okresie był między innymi grającym menadżerem w zespołach niższych lig. W 1968 został wybrany do Galerii Sław Baseballu. Zmarł 21 marca 1975 na zawał serca w wieku 63 lat.
| Nagroda/wyróżnienie       | Lata                                                       | Źródło |
| MVP National League       | 1937                                                       | [ 8 ]  |
| 10× All-Star              | 1934, 1935, 1936, 1937, 1938, 1939, 1940, 1941, 1942, 1944 | [ 3 ]  |
| zwycięzca w World Series  | 1934                                                       | [ 5 ]  |
| zdobywca Potrójnej Korony | 1937                                                       | [ 7 ]  |
| Baseball Hall of Fame     | od 1968                                                    | [ 9 ]  |